# Tranquillo Barnetta
Tranquillo Barnetta, né le 22 mai 1985 à Saint-Gall, est un ancien footballeur international suisse qui jouait comme milieu de terrain.

## Biographie

### En club

#### Les débuts
Tranquillo Barnetta manifeste très tôt un grand intérêt pour le football : ainsi, ses parents l'inscrivent au FC Rotmonten SG alors qu'il a 6 ans, et ses qualités ne passent pas longtemps inaperçues du grand club local, le FC Saint-Gall, qui lui permet en 1996 de poursuivre sa formation dans ses équipes de jeunes.

#### 2002, année charnière
Le 10 mai 2002 restera une date marquante non seulement pour Tranquillo Barnetta, mais également pour le football suisse en général, qui vivra cet après-midi là un des plus grands moments de son histoire : un penalty de Reto Ziegler offre à la Suisse la victoire dans le Championnat d'Europe de football des moins de 17 ans. Dans cette équipe, on trouve beaucoup de noms aujourd'hui connus du grand public : entre autres, Philippe Senderos, dont le camarade en défense centrale se nomme Tranquillo Barnetta. Dans la foulée, le genevois Gérard Castella lui offre une place dans l'équipe fanion du FC Saint-Gall. Les résultats ne se font pas vraiment attendre : Tranquillo, « pas tranquille pour un sou » selon son entraîneur de l'époque, occupe bientôt une place de latéral, puis de milieu offensif : il flambe, et reçoit de nombreuses convocations avec les Titans de Bernard Challandes. 

#### Carrière en Bundesliga
Cette nomination, associée à la réputation croissante dont il bénéficie grâce à ses prestations en Ligue Nationale A pousseront le Bayer Leverkusen à s'attacher les services du jeune Tranquillo. Malgré une grave blessure durant la trêve internationale et au grand étonnement de tous les médecins, il se remet en un temps record et parvient même à disputer 7 rencontres et à marquer deux fois avec Hanovre 96, le club auquel le Bayer le prête.
Impressionnés par une telle capacité à rebondir, les dirigeants du Bayer Leverkusen le réintègrent dans leur cadre. Cette fois, Barnetta explose vraiment dans un rôle de milieu offensif taillé pour lui : il passe, il marque, c'est un pilier de l'équipe.
Le 22 mai 2012, il refuse l'offre de prolongation du Bayer Leverkusen, et est donc libéré par le club allemand le 30 juin.
Le 3 juillet suivant, Barnetta signe un contrat de trois ans en faveur du Schalke 04. Mais faisant face à la rude concurrence de Julian Draxler, Barnetta ne réussit pas à s'imposer et c'est tout naturellement qu'il est prêté le 2 septembre 2013 à l'Eintracht Francfort pour une saison. Où il jouera 33 matchs en faveur des Rouge Noir et Blanc mais il retourne à Schalke pour la saison 2014-2015, ou grâce à l'arrivée de Roberto Di Matteo, Tranquillo s'impose dans le onze de base de l'ancien coach de Chelsea.
Le 28 mai 2015, Tranquillo Barnetta est libéré par le club.

#### Arrivée en Major League Soccer
Le 29 juillet 2015, après des semaines de spéculations, Barnetta signe au Philadelphia Union, en Major League Soccer. Il est sous contrat jusqu'en décembre 2016.

#### Retour en Suisse
Il retourne enfin en Suisse dans son club formateur : le FC Saint-Gall, où il met fin à sa carrière en 2019.

### En équipe nationale
En 2004, il frappe aux portes de l'équipe nationale, mais sa convocation interviendra encore plus tôt que prévu à la suite de la blessure de Johann Lonfat peu avant l'Euro 2004.  Convoqué pour l'Euro il ne disputera aucune rencontre durant le tournoi.
Néanmoins, il pourra se familiariser avec un groupe dans lequel il fera ses débuts en septembre de cette année 2004, titularisé d'entrée lors d'un match face à l'Irlande. Le grand public découvre alors un joueur d'une vivacité et d'une inventivité hors du commun, dont l'apparente gaucherie cache en réalité une habileté absolument admirable balle au pied. Tout naturellement, il est à nouveau titulaire lors du match suivant face à Israël. Tranquillo fait des merveilles, jusqu'à cette funeste 30e minute, où, victime d'un attentat du défenseur israélien Omri Afek, il doit sortir. Le diagnostic est sans appel : rupture des ligaments croisés du genou. On pronostique alors une absence d'un an, et le football Suisse fait quasiment le deuil de ce jeune joueur primesautier.
Durant la Coupe du monde 2006,  il a joué un rôle prépondérant contre le Togo où il fait une passe décisive à Alexander Frei pour le 1 à 0, avant de marquer lui-même d'une frappe croisée le 2 à 0. Il a fait partie de la liste des six joueurs nommés pour le titre de meilleur jeune joueur de la Coupe du monde.
Deux ans plus tard, Tranquillo Barnetta participe à l'Euro 2008 où il dispute l'ensemble des rencontres, offrant même une passe décisive à Hakan Yakin lors du dernier match de poules face au Portugal. Il fait partie des joueurs convoqués pour disputer la Coupe du monde 2010 en Afrique du Sud. Durant le mondial, il jouera l'ensemble des matchs contre l'Espagne, le Chili et le Honduras. 
Tranquillo Barnetta dispute sa dernière compétition internationale lors de la Coupe du monde 2014 au Brésil mais ne disputera aucune des quatre rencontres. 

## Palmarès
- Suisse -17 ans
  - Vainqueur du championnat d'Europe en 2002.

## Statistiques
| Saison                | Club                       | Championnat           | Championnat | Championnat | Coupe(s) nationale(s) | Coupe(s) nationale(s) | Compétition(s) continentale(s) | Compétition(s) continentale(s) | Compétition(s) continentale(s) | Suisse | Suisse | Total | Total |
| Saison                | Club                       | Division              | M.          | B.          | M.                    | B.                    | Comp.                          | M.                             | B.                             | M.     | B.     | M.    | B.    |
| 2002-2003             | FC Saint-Gall              | LNA                   | 30          | 5           | -                     | -                     | -                              | -                              | -                              | -      | -      | 30    | 5     |
| 2003-2004             | FC Saint-Gall              | Super League          | 30          | 7           | 2                     | 0                     | -                              | -                              | -                              | -      | -      | 32    | 7     |
| Sous-total            | Sous-total                 | Sous-total            | 60          | 12          | 2                     | 0                     | -                              | -                              | -                              | -      | -      | 62    | 12    |
| 2004-2005             | Hanovre 96 (prêt)          | Bundesliga            | 7           | 2           | 2                     | 0                     | -                              | -                              | -                              | 3      | 0      | 12    | 2     |
| 2005-2006             | Bayer Leverkusen           | Bundesliga            | 31          | 6           | 2                     | 0                     | C3                             | 2                              | 0                              | 14     | 3      | 49    | 9     |
| 2006-2007             | Bayer Leverkusen           | Bundesliga            | 30          | 1           | 2                     | 1                     | C3                             | 9                              | 0                              | 7      | 0      | 48    | 2     |
| 2007-2008             | Bayer Leverkusen           | Bundesliga            | 32          | 6           | 1                     | 0                     | C3                             | 11                             | 1                              | 11     | 3      | 55    | 10    |
| 2008-2009             | Bayer Leverkusen           | Bundesliga            | 31          | 4           | 6                     | 1                     | -                              | -                              | -                              | 8      | 0      | 45    | 5     |
| 2009-2010             | Bayer Leverkusen           | Bundesliga            | 32          | 4           | 2                     | 0                     | -                              | -                              | -                              | 12     | 0      | 46    | 4     |
| 2010-2011             | Bayer Leverkusen           | Bundesliga            | 24          | 2           | 1                     | 0                     | C3                             | 6                              | 0                              | 4      | 2      | 35    | 4     |
| 2011-2012             | Bayer Leverkusen           | Bundesliga            | 7           | 0           | -                     | -                     | -                              | -                              | -                              | 2      | 0      | 9     | 0     |
| Sous-total            | Sous-total                 | Sous-total            | 194         | 25          | 16                    | 2                     | -                              | 28                             | 1                              | 61     | 8      | 299   | 36    |
| 2012-2013             | Schalke 04                 | Bundesliga            | 21          | 0           | 3                     | 0                     | C1                             | 7                              | 0                              | 7      | 2      | 38    | 2     |
| 2013-2014             | Schalke 04                 | Bundesliga            | 1           | 0           | 1                     | 0                     | -                              | -                              | -                              | 1      | 0      | 3     | 0     |
| 2013-2014             | Eintracht Francfort (prêt) | Bundesliga            | 22          | 1           | 2                     | 0                     | C3                             | 7                              | 0                              | 5      | 0      | 36    | 1     |
| 2014-2015             | Schalke 04                 | Bundesliga            | 22          | 3           | 1                     | 0                     | C1                             | 4                              | 0                              | 1      | 0      | 28    | 3     |
| Sous-total            | Sous-total                 | Sous-total            | 66          | 4           | 7                     | 0                     | -                              | 18                             | 0                              | 14     | 2      | 105   | 6     |
| 2015                  | Philadelphia Union         | MLS                   | 11          | 1           | 2                     | 0                     | -                              | -                              | -                              | -      | -      | 13    | 1     |
| 2016                  | Philadelphia Union         | MLS                   | 30          | 5           | 2                     | 0                     | -                              | -                              | -                              | -      | -      | 32    | 5     |
| Sous-total            | Sous-total                 | Sous-total            | 41          | 6           | 4                     | 0                     | -                              | -                              | -                              | -      | -      | 45    | 6     |
| 2016-2017             | FC Saint-Gall              | Super League          | 16          | 1           | -                     | -                     | -                              | -                              | -                              | -      | -      | 16    | 1     |
| 2017-2018             | FC Saint-Gall              | Super League          | 19          | 1           | 2                     | 1                     | -                              | -                              | -                              | -      | -      | 21    | 2     |
| 2018-2019             | FC Saint-Gall              | Super League          | 25          | 9           | 3                     | 0                     | -                              | -                              | -                              | -      | -      | 28    | 9     |
| Sous-total            | Sous-total                 | Sous-total            | 60          | 11          | 5                     | 1                     | -                              | -                              | -                              | -      | -      | 65    | 12    |
| Total sur la carrière | Total sur la carrière      | Total sur la carrière | 421         | 58          | 34                    | 3                     | -                              | 46                             | 1                              | 75     | 10     | 576   | 72    |

| #   | Date             | Lieu                | Adversaire    | Score | Résultat | Compétition                       |
| --- | ---------------- | ------------------- | ------------- | ----- | -------- | --------------------------------- |
| 1.  | 1er mars 2006    | Glasgow, Écosse     | Écosse        | 3-1   | Victoire | Match amical                      |
| 2.  | 27 mai 2006      | Bâle, Suisse        | Côte d'Ivoire | 1-1   | Nul      | Match amical                      |
| 3.  | 19 juin 2006     | Dortmund, Allemagne | Togo          | 2-0   | Victoire | Coupe du monde 2006               |
| 4.  | 22 août 2007     | Genève, Suisse      | Pays-Bas      | 2-1   | Victoire | Match amical                      |
| 5.  | 22 août 2007     | Genève, Suisse      | Pays-Bas      | 2-1   | Victoire | Match amical                      |
| 6.  | 7 septembre 2007 | Vienne, Autriche    | Chili         | 2-1   | Victoire | Match amical                      |
| 7.  | 4 juin 2011      | Londres, Angleterre | Angleterre    | 2-2   | Nul      | Éliminatoires Euro 2012           |
| 8.  | 4 juin 2011      | Londres, Angleterre | Angleterre    | 2-2   | Nul      | Éliminatoires Euro 2012           |
| 9.  | 15 août 2012     | Split, Croatie      | Croatie       | 4-2   | Victoire | Match amical                      |
| 10. | 16 octobre 2012  | Reykjavik, Islande  | Islande       | 2-0   | Victoire | Éliminatoires Coupe du monde 2014 |